# Lars W. Freij
Lars William Freij, född  20 mars 1937 i Hjo, död 1 december 2013, var en svensk lärare och översättare. 
Freij översatte från tyska och i mindre utsträckning även från engelska. Han var omväxlande verksam som lärare och som översättare från 1960-talet och fram till sin död. Han var också handledare i litterär översättning vid Södertörns högskola 1999–2005. Han var son till läraren och översättaren William Freij.
Bland författare som han översatt märks inte minst sex romaner av 1999 års nobelpristagare Günter Grass.

## Översättningar (urval)
- Günter Grass: Hundår (Hundejahre) (Bonnier, 1965); När man skalar lök ( "Beim häuten der Zwiebel" (Bonnier, 2006)
- Robert Musil: Den unge Törless förvillelser (Bonnier, 1969)
- Anna Seghers: Det sjunde korset. (Tiden, 1978)
- Thomas Bernhard: Andhämtningen: ett avgörande (Der Atem: eine Entscheidung) (Alba, 1988)
- Martin Buber: Om uppfostran (Reden über Erziehung) (Dualis, 1993)
- C. G. Jung: Arketyper och drömmar (Natur & Kultur, 1995)
- Robert Musil: Mannen utan egenskaper. Vol. 4 (Der Mann ohne Eigenschaften) (Ny, utökad upplaga) (Bonnier, 1998)
- Botho Strauss: Kopistens misstag (Die Fehler des Kopisten) (Norstedts, 2000)
- Rafik Schami: Kärlekens mörka sida (Die dunkle Seite der Liebe) (Bonnier, 2007)
- Michael Kumpfmüller: Livets härlighet (Die Herrlichkeit des Lebens) (Norstedt, 2013)

## Psalmer
- Du Skaparande.[5]

## Priser och utmärkelser
- 1999 – Svenska Akademiens översättarpris
- 1999 – Albert Bonniers 100-årsminne
- 2002 – Förbundsrepubliken Tysklands förtjänstkors
- 2010 – Letterstedtska priset för översättningen av Freuds Samhälle och religion